# 자산운용
자산운용은 여러 종류의 유가증권(주식, 채권 등)과 자산(부동산 등) 을 투자자의 이익을 위하여 정해진 투자목적에 맞게 전문적으로 운용하는 것을 말한다. 투자자는 기관(생명사, 연기금, 회사등) 또는 개인투자(투자계약 또는 뮤추얼펀드와 같은 집단투자의 형식)가 있다.
자산운용은 글로벌금융산업의 중요한 축이며 수조달러의 자산을 관리하고 있다. 파이낸셜서비스의 한 부분인 자산운용서비스는 세계의 초우량기업들도 일부분 하고 있다.
펀드매니저 (미국에서는 Investment Advisor 라고 칭함)는 자산운용서비스를 제공하는 회사와 자산운용을 하는 개개인 둘 다를 일컫는다.

## 자금관리
자금관리(資金管理)는 기업에 있어서 자본의 흐름과 재고를 계획·통제하는 것이므로, 수익 자본과의 관계와 자본의 조달·운영에 대한 관계를 그 대상으로 한다. 따라서 자금관리에는 현금수지계획과 자본구조계획·시설투자계획 등이 포함된다.
그러한 계획은 상호 밀접한 관련을 맺고 있기 때문에 자본 구조계획에서 기업자본의 조달·운용을 계획하고, 이를 장기적으로 균형을 이루도록 유동성 관리(流動性管理)가 주내용으로 된다. 자본구조계획은 견적대차대조표를 마련함으로써 설정된다. 즉, 견적대차대조표에 의하여 자본의 시재액(時在額)이 예정되면 자본시재액의 증감에 의하여 자금의 흐름을 계획한다. 이때에 비유동자산에 장기적으로 투하된 자본과 재고자산 등에 단기적으로 투하된 자본을 구별하고, 그 원천도 고정·단기로 구별하면 매우 효과적이다. 전자에 의하여 고정자금계획이, 그리고 후자에 의하여 운전자금계획이 마련된다.
다음에 자본수지계획은 지급수단인 현금에 초점을 두고 특정한 기간 중의 현금의 수입과 지출을 예정하여 마련된다. 즉, 견적수지계산서(見積收支計算書)가 작성되고, 현금 보유를 최소한도로 줄여 지급의 정체(停滯)나 현금과잉이 없도록 계획한다. 여기에서 자금계획에 대한 예측의 타당성을 평가하고, 계획작성 당시의 여러 요인을 명백하게 수정함으로써 예정과 실적을 비교하여 중요한 차이를 검토하는 조직적 방법이 필요하다. 따라서 기업활동에 대한 달성목표가 되고 통제기준이 되는 자금예산이 작성되게 된다.

## 같이 보기
- 산업공학
- 신뢰성 공학
- 시스템 공학
- 테로테크놀러지